# باشگاه فوتبال پلیتهنیکا تیمیشوارا
باشگاه فوتبال پلیتهنیکا تیمشوارا (انگلیسی: FC Politehnica Timișoara) یک باشگاه فوتبال مستقر در تیمیشوارا، رومانی بود که در سال ۲۰۱۲ پس از ۹۰ سال فعالیت منحل گردید.
این تیم در طول زمان حیات خود، دو بار قهرمان جام حذفی فوتبال رومانی و دو بار نایب قهرمان لیگ دسته اول فوتبال رومانی شد.